# Per Siwmark
Per Siwmark, född 21 december 1948 i Malmö, är en svensk skulptör. 
Per Siwmark började som konstnär 2008 med att göra antikinspirerade skulpturer blandade med modern design. Det är främst från den antika romerska och grekiska historien och dess mytologier, som han hämtar sin inspiration.
Per Siwmark debuterade på en utställning på Rosenlunds gård i Mörarp 2009.